# ام‌ان‌دی
ام‌ان‌دی (انگلیسی: MND) شرکت نفتی در جمهوری چک است، که در سال ۲۰۰۲ تأسیس شد.